# Hercules Prima GT
Die Hercules Prima GT ist ein Mofa-Modell des Zweiradherstellers Hercules.
Auffällig an dieser zwischen 1985 und 1995 hergestellten Baureihe ist, dass die Prima GT als auch der Vorgänger die Prima GX Unterzugstreben besaßen, die den Rahmen noch zusätzlich beruhigen und stabilisieren sollten. Die Modelle Hercules Pronto oder Presto hatten diese nicht.
Bei allen Modellen kommt der Motor von Fichtel & Sachs und einem 3-Gang Handschaltgetriebe zum Einsatz. Er wurde z. B. auch in die KTM SM 25 KTM Bora 25 und Hercules Presto/Pronto verbaut.

## Technik
Der luftgekühlte Motor vom Typ 506/3 B (Y) hat einen schrägstehenden Zylinder mit einem Hubraum von 50 cm³ und Flachkolben. Er leistet maximal 1,2 kW bei 3500 min−1, das maximale Drehmoment beträgt 3,8 Nm bei 2500 min−1, wodurch das Mofa Steigungen von bis zu 35 % bewältigen kann.
Die Gänge werden über einen Ziehkeil geschaltet, der in der Hauptwelle verschiebbar ist. Kupplungswellenzahnräder und Antriebswellenzahnräder stehen ständig im Eingriff. Durch das Einrasten des Ziehkeils am Zahnrad wird es starr mit der Antriebswelle verbunden.
Die Hercules wird vorne und hinten jeweils durch eine Trommelbremse verzögert, die über einen Handzug und über eine Rücktrittbremse (Pedale) betätigt werden. Vorne befindet sich eine verstärkte Teleskopgabel mit vorverlegten Federbein (90 mm Federweg) und hinten wird das Mofa durch eine Schwinge mit offenem Sport-Federbein (65 mm Federweg) gefedert. Die Stromversorgung wird durch eine kontaktgesteuerte MOTOPLAT-Zünd- und Lichtanlage gewährleistet, die einen großen Breitwand-Scheinwerfer und das Rücklicht versorgt.
| Getriebe                   |                                                   |
| -------------------------- | ------------------------------------------------- |
| Getriebe-Art               | 3-Gang-Handschaltung                              |
| Getriebe-Inhalt            | 450–500 ml                                        |
| Kupplung                   | Mehrscheiben-Ölbadkupplung                        |
| Übersetzung Motor-Getriebe | 3,94                                              |
| Getriebe-Übersetzung       |                                                   |
| 1. Gang                    | 3,55                                              |
| 2. Gang                    | 2,15                                              |
| 3. Gang                    | 1,56                                              |
| Motor                      |                                                   |
| Gehäuse                    | Leichtmetall                                      |
| Bohrung × Hub              | 38 × 44 mm                                        |
| Verdichtung                | 10:1                                              |
| Zylinder                   | Aluzylinder, quergerippt, beschichtete Lauffläche |
| Zylinder-Anordnung         | schrägstehend                                     |
| Zylinderkopf               | Leichtmetall                                      |
| Pleuellager                | Nadelkäfig auf Hubzapfen und Kolbenbolzen         |
| Kolbenring                 | 1, rechteckig                                     |
| Mischung                   | 1:50                                              |
| Kurbelwellenlager          | 2 Rillenkugellager                                |
| Zündung                    |                                                   |
| Zündzeitpunkt              | 1,2 … 1,8 mm vor o. T.                            |
| Unterbrecherkontaktabstand | 0,4 mm ± 0,05 mm                                  |
| Zündanlage                 | Motoplat-Zündanlage                               |

## Ähnliche Modelle
- Zündapp CS 25
- KTM SM 25 (seit 1985 mit gleichem Motor)
- KTM Bora 25 (mit gleichem Motor)
- Zündapp CX 25
- Zündapp Hai 25
- Zündapp ZD 25 TS
- Zündapp ZD 50 TS
- Hercules G 3
- Hercules Prima Presto
- Hercules Prima Pronto
- Puch Racing 25
- Puch Racing 50
- Hercules Prima Gx 25